# 马家堡车辆段
39°50′7.6″N 116°21′39.9″E / 39.835444°N 116.361083°E
马家堡车辆段是北京地铁4号线的一座车辆段，位于北京市丰台区南四环内侧。该车辆段占地面积28公顷，建筑面积71500平方米。这座车辆段主要用于北京地铁4号线车辆的停放、检修等工作。